# Alexander Edmund Batson Davie

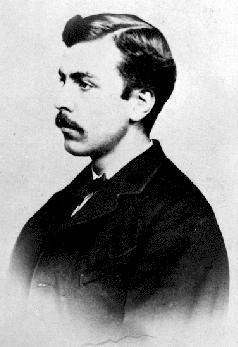
A. E. B. Davie

Alexander Edmund Batson Davie, QC (* 24. November 1847 in Wells, Somerset; † 1. August 1889 in Victoria; meist als A. E. B. Davie bezeichnet) war ein kanadischer Politiker und Rechtsanwalt. Vom 29. März 1887 bis zu seinem Tod war er Premierminister von British Columbia. Sein jüngerer Bruder Theodore Davie war nach ihm ebenfalls Regierungschef dieser Provinz.

## Biografie
Davie ging in Wakefield zur Schule. 1862 wanderte er mit seinem Vater und drei Brüdern nach Kanada aus. Die Davies gehörten zu den ersten Europäern, die im Tal des Cowichan River siedelten. Die übrigen Familienmitglieder folgten im Jahr 1867. Davie ließ sich zum Rechtsanwalt ausbilden (wozu damals mangels Universität kein höherer Abschluss notwendig war). 1873 erhielt er die Zulassung als Barrister und war damit der erste, der seine juristische Ausbildung vollständig auf Vancouver Island erhalten hatte.
Von 1872 bis 1874 war Davie juristischer Angestellter der Legislativversammlung von British Columbia. 1874 trat er den Freimaurern bei. Im Oktober 1875 wurde er selbst ins Provinzparlament gewählt, als Abgeordneter des Wahlbezirks Cariboo (damals existierten noch keine Parteien). Er unterstützte zunächst Premierminister George Anthony Walkem, schloss sich dann aber bald der Opposition an. Andrew Charles Elliott bot ihm im Mai 1877 einen Ministerposten an, doch nur einen Monat später verlor Davie bei der vorgeschriebenen Nachwahl seinen Sitz. Im Juli 1882 wurde Davie erneut gewählt, diesmal im Wahlkreis Lillooet. In William Smithes Kabinett war er Attorney General. 1884 vertrat er vor dem Obersten Gerichtshof von Kanada erfolgreich den Standpunkt, dass die Provinzen den Alkoholverkauf selber regulieren dürften.
Nach Smithes Tod ernannte Vizegouverneur Hugh Nelson Davie am 29. März 1887 zum neuen Premierminister. Das Amt des Attorney General übte er weiterhin aus. Wenig später erkrankte er schwer und war im Oktober 1887 gezwungen, nach Kalifornien zur Kur zu gehen. Während seiner sechsmonatigen Abwesenheit führte John Robson die Regierungsgeschäfte und hielt Davie mit einem regen Briefkontakt stets auf dem Laufenden. Bei seiner Rückkehr hatte sich sein Gesundheitszustand kaum verbessert. Eine Ernennung zum obersten Richter, die ihm der kanadische Premierminister John Thompson anbot, lehnte er daher ab. Davie verstarb 41-jährig im Amt.